# Dálnice A6 (Francie)
Dálnice A6 ve Francii (francouzsky Autoroute A6), která je často nazývaná také Autoroute du Soleil, vede z Paříže  přibližně jižním směrem do Lyonu, kde na ni navazuje A7. S 455 kilometry jde o třetí nejdelší dálnici ve Francii (po A10 a A4). Jednotlivé úseky dálnice jsou součástí evropských tras E5, E15, E21, E50 a E60.

## Slovní název
Vedle oficiálního číselného označení Autoroute A6 je tato dálnice ve francouzštině často označována rovněž jako Autoroute du Soleil (dálnice Slunce). Tento název je přitom používán společně pro dálnice A6 a navazující A7, protože dohromady představují trasu ze severní Francie až do slunných letovisek jižní Francie, zejména na Francouzskou Riviéru (neboli Azurové pobřeží).

## Trasa dálnice
Dálnice byla postavena ve více etapách v letech 1953–1971, přičemž v roce 1953 začala výstavba úseku Paříž–Le Coudray-Montceaux (město jihovýchodně od metropole). Tento první úsek o délce 34 kilometrů byl otevřen v roce 1960.
Dálnice začíná na dvou místech v Paříži: u stanic metra Porte d'Orléans a Porte d'Italie. Tyto dvě samostatné větve dálnice jsou zpravidla označovány jako A6a a A6b a spojují se v jednu trasu jižně od Paříže.
Větev dálnice A6b byla postavena na konci 60. let 20. století a byla uvedena do provozu v roce 1969 bez jakékoliv protihlukové ochrany. Dálnice A6b spojuje několik dříve existujících úseků dálnice, které byly číslovány samostatně. 
Poté, co intenzita dopravy překročila 100 000 vozidel denně, byly dodatečně vybudovány protihlukové bariéry. Na rozdíl od A6a, jejíž trasa byla navržena skrze stávající městskou zástavbu, sleduje A6b trasu historické silnice (silnice mezi Porte d'Italie a obcí L'Haÿ-les-Roses).

## Vliteratuře a filmu
Argentinský spisovatel Julio Cortázar (narozený v Bruselu, poté žijící v Argentině a od roku 1951 v Paříži) napsal v roce 1983 knihu Los autonautas de la cosmopista o Un viaje atemporal París-Marsella (Autonauti kosmomagistrály aneb Nadčasová cesta Paříž-Marseille). V knize líčí rozsáhlou dvaatřicetidenní cestu, kterou podnikl se svou ženou, Carol Dunlopovou, po „Autoroute du Soleil“ (dálnicích A6 a A7) a jejím okolí, mezi Paříží a Marseille v květnu a červnu 1982. Carol Dunlopová (kanadská spisovatelka, překladatelka, fotografka a aktivistka) byla spoluautorkou, ale zemřela krátce předtím než kniha vyšla současně ve španělštině a francouzštině. Anglicky vyšla v roce 2007 v USA (nakladatelství Archipelago Books) a v roce 2008 ve Spojeném království (nakladatelství Telegram Books).
V roce 2016 byla v koprodukci Francie a Makedonie natočena komedie À fond (slovensky Dovolenka na plný plyn, vysíláno na TV Markíza), režie Nicolas Benamou (který se podílel také na scénáři). Film se odehrává a byl natáčen převážně na dálnici A6. Pětičlenná rodina plus jejich dědeček se vydají na dovolenou za úsvitu, aby se vyhnuli dopravním zácpám. Otec rodiny Tom (José Garcia) nastaví tempomat na úplně novém minivanu. Záhy však zjistí, že nemá vůbec kontrolu nad vozidlem. Elektronika nereaguje a také všechny manévry, kterými se snaží auto zpomalit, jsou marné. Pomůže něco šesti cestujícím, kteří v nekontrolovatelném vozidle začínají propadat panice a dálniční kolony se blíží...

## Fotogalerie

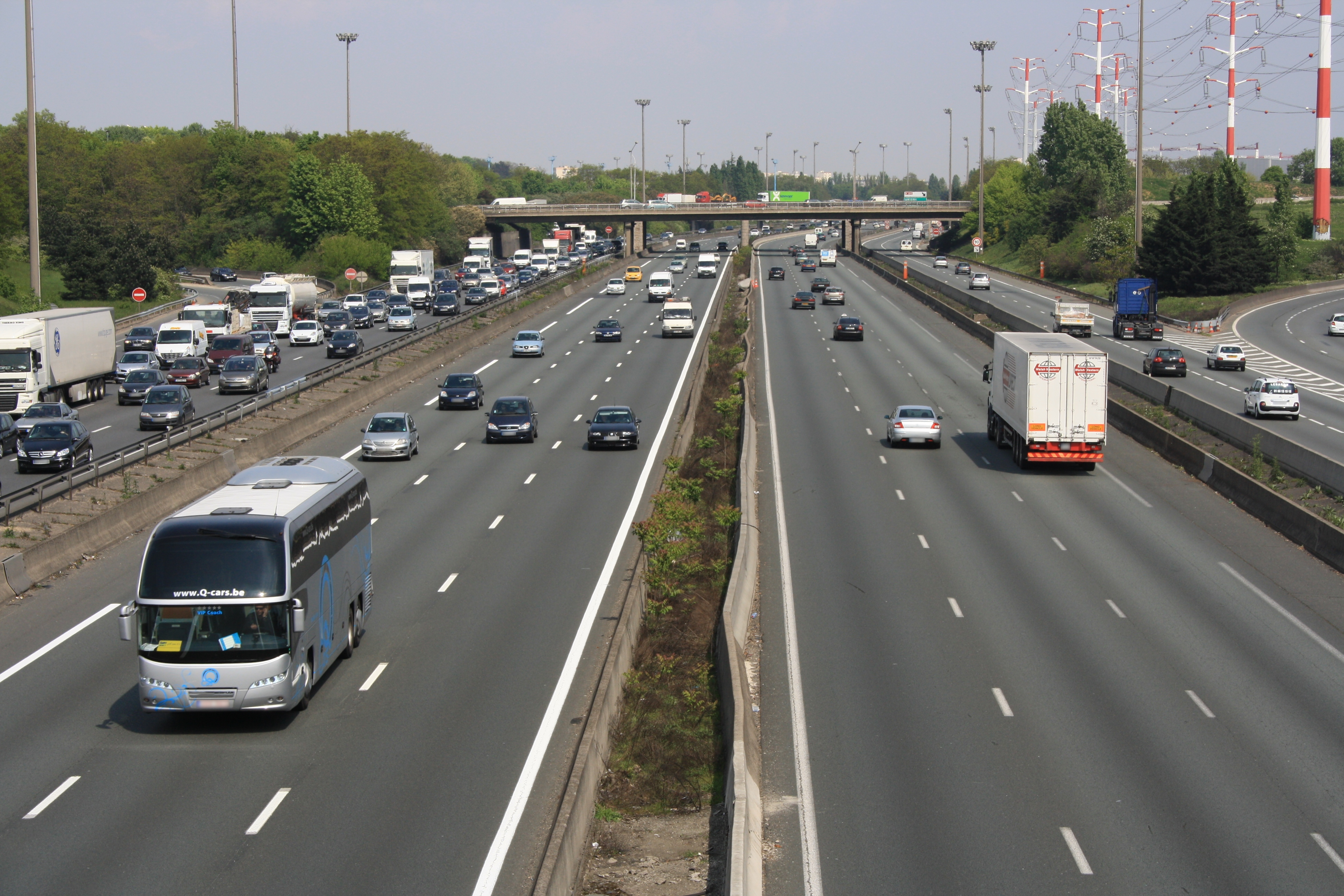
A6a a A6b u Fresnes, pohled směr Paříž.
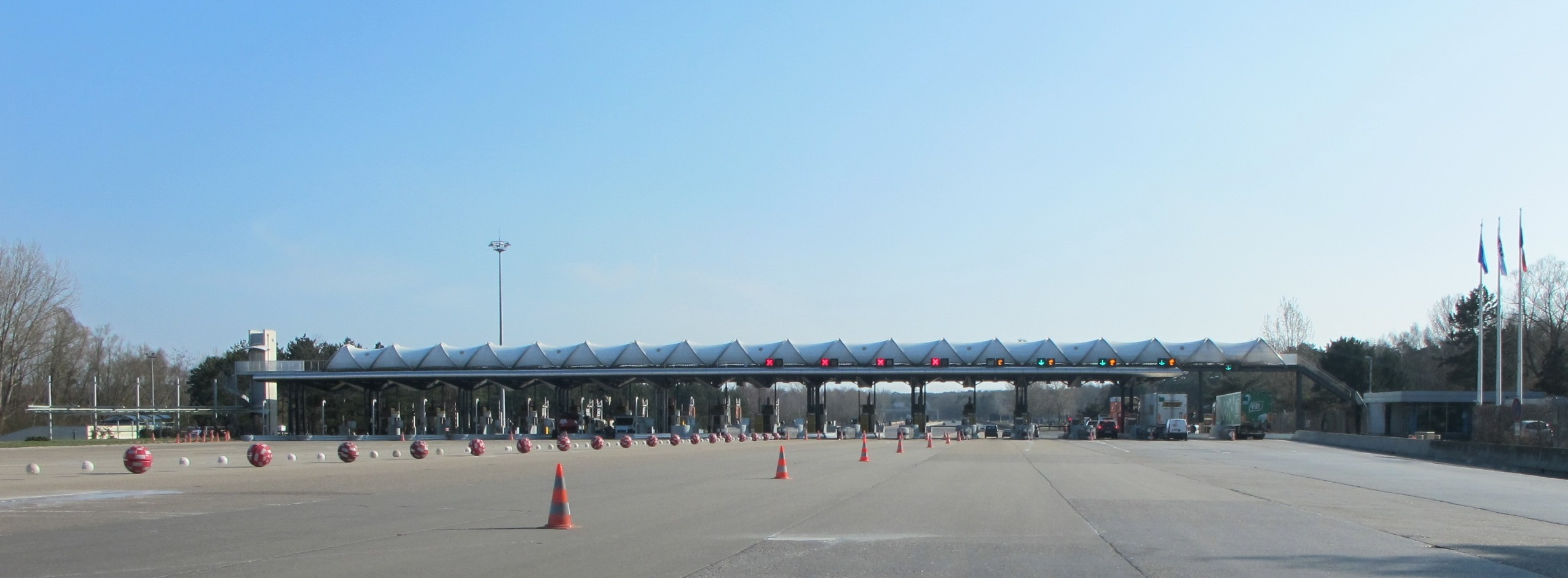
Mýtné brány u  Fleury-en-Bière, departement Seine-et-Marne.
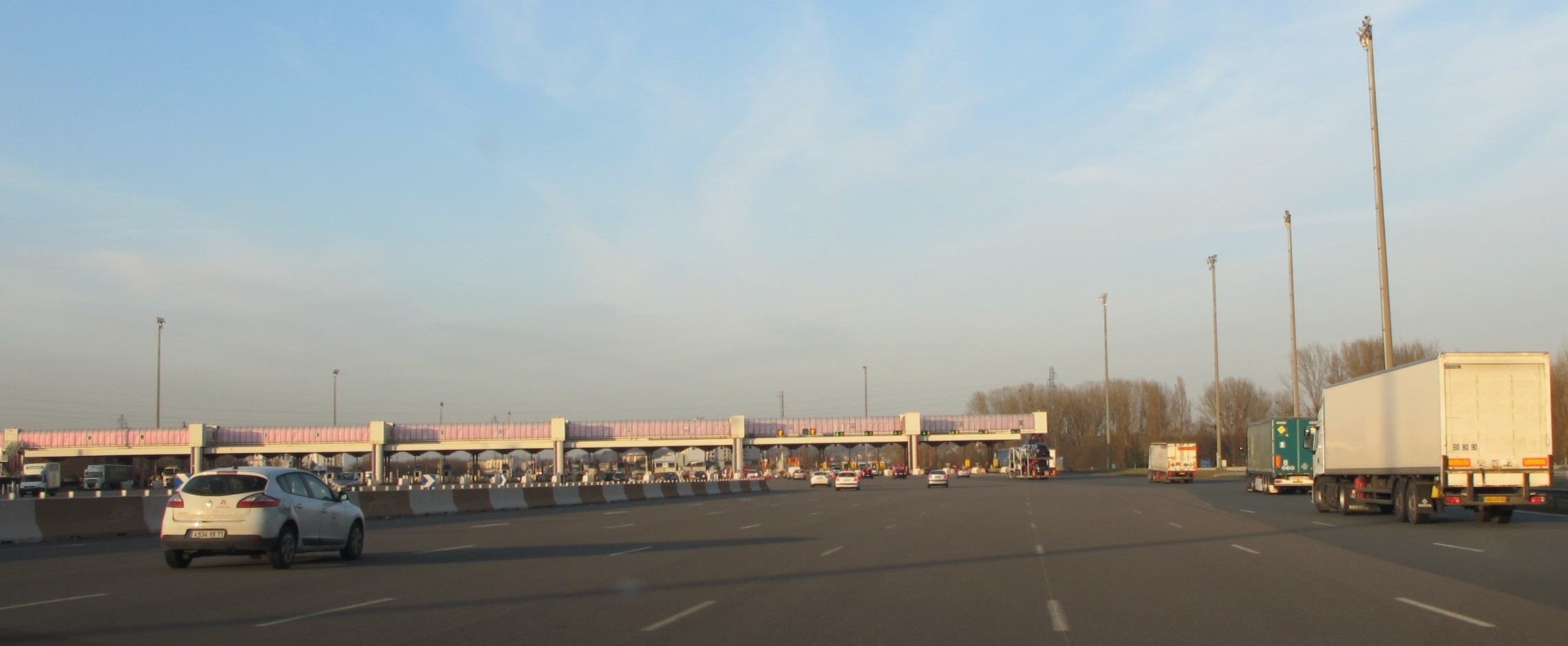
Mýtné brány u Villefranche.
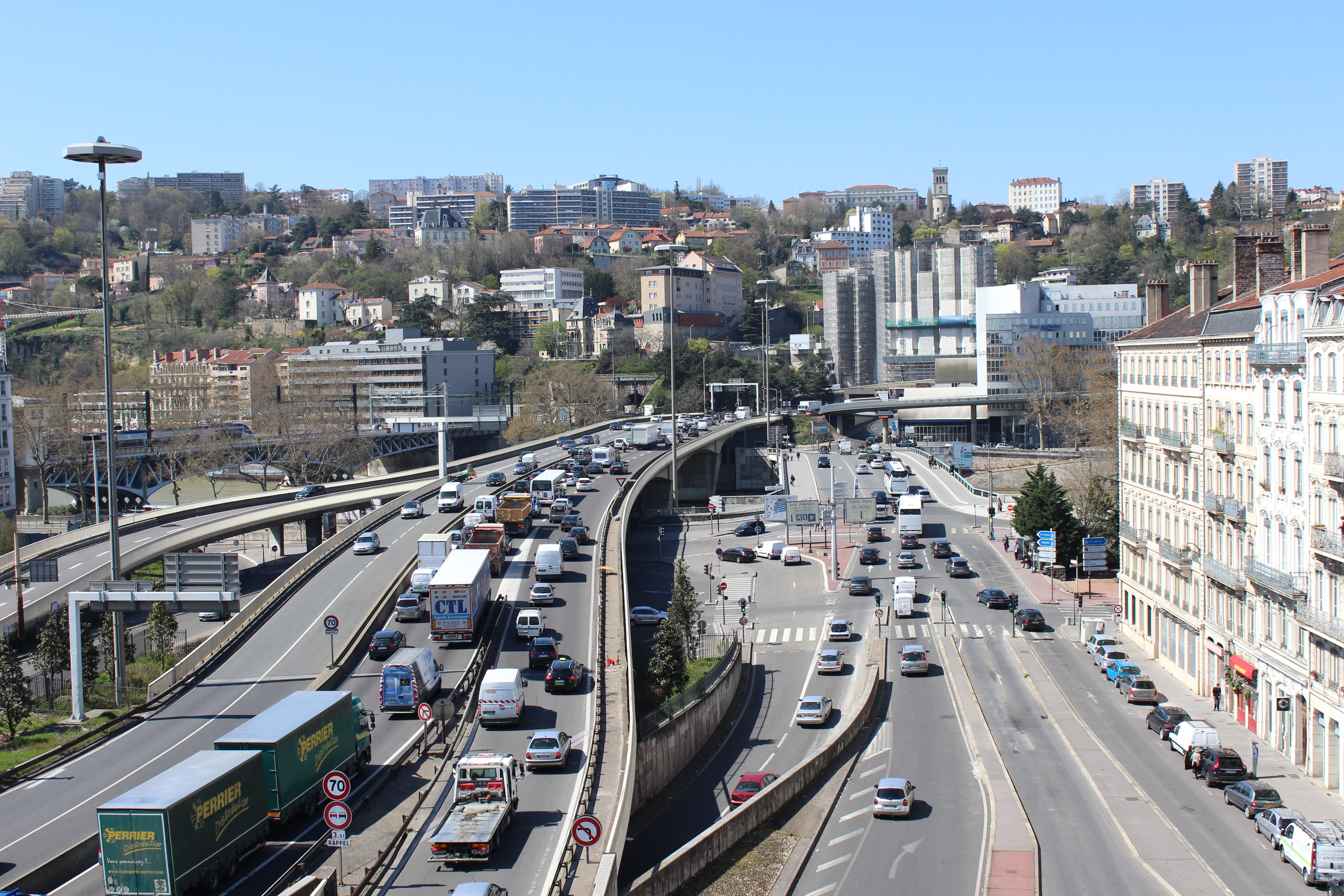
A6 směrem k tunelu Fourvière u Lyonu.